# Ахмед Фатхи
Ахмед Фатхи (араб. أحمد فتحي‎; 10 ноября 1984, Исмаилия) — египетский футболист, полузащитник. Выступал за сборную Египта.

## Клубная карьера
Играть в футбол начал за египетский клуб «Исмаили» из родного для Фатхи города Исмаилия. Играл за клуб в течение шести сезонов. В своем первом сезоне 2001/02 в составе клуба стал чемпионом Египта. В 2003 году стал финалистом Лиги чемпионов КАФ.
Зимой 2006 года интерес к Фатхи проявил клуб английской Премьер-лиги «Рединг». Трансфер не состоялся.
В январе 2007 года за 700 тысяч фунтов стерлингов футболист перешёл в клуб английской Премьер-лиги «Шеффилд Юнайтед». Контракт был рассчитан до 2010 года. Дебют состоялся 10 февраля 2007 года в матче 27-го тура против «Тоттенхэм Хотспур». Также игрок отыграл по 90 минут в матчах 28-го и 29-го туров против «Ливерпуля» и «Эвертона» соответственно. В сезоне 2006/07 «Шеффилд Юнайтед» занял 18-е место и выбыл в Чемпионат Футбольной лиги.
В сентябре 2007 года трансфер футболиста за 700 тысяч евро был выкуплен египетским клубом «Аль-Ахли». Так как игрок был приобретен после закрытия трансферного окна, он не имел права выступать за клуб до зимы 2008 года.
Чтобы игрок не потерял игровую практику, в ноябре 2007 года он был отдан в аренду кувейтскому клубу «Казма».
Вернувшись в клуб в январе 2008 года, игрок стал постоянно выходить в основном составе «Аль-Ахли». В составе клуба становился чемпионом Египта, а также выиграл Лигу чемпионов КАФ и Суперкубок КАФ. В составе команды принимал участие в матчах клубного чемпионата мира, на котором «Аль-Ахли» занял 6-е место.
Зимой 2008 года интерес к футболисту проявляли киевское «Динамо» и римский «Лацио». Но переговоры закончились ничем. В апреле 2008 года получил тяжелую травму — повреждение ахиллесова сухожилия. На поле смог выходить только в ноябре 2008 года.

## Выступления за сборную
За сборную страны выступает с 2002 года.
В 2003 году в составе сборной U-20 выступал на чемпионате мира среди молодёжных команд. Египтяне победили сверстников из Англии, сыграли вничью с колумбийцами и проиграли японцам. Заняв третье место в группе, египтяне получили право играть в 1/8 финала, где в добавочное время уступили сборной Аргентины.
В 2006 году в составе сборной команды играл в финальной стадии Кубка африканских наций. Сборная Египта вышла из группы с первого места, обыграв Кот д’Ивуар и Ливию, сыграв вничью с марокканцами. Затем, последовательно были обыграны сборная ДР Конго и сборная Сенегала. В финале, по пенальти со счетом 4:2, египтяне обыграли Кот д’Ивуар и завоевали свой 5-й титул чемпионов африканского континента.
В 2008 году египтяне защитили титул сильнейшей команды Африки. Фатхи забил один гол на турнире, открыв счёт на 12-й минуте в полуфинальном матче против Кот д’Ивуара. Матч закончился победой со счетом 4:1. В финале, со счетом 1:0 был обыгран Камерун.
В 2009 году играл за сборную на Кубке конфедераций.
В 2018 году выступал за сборную на чемпионате мира по футболу в позиции защитника. Во втором туре группового этапа в матче с Россией по случайности забил гол в ворота собственной команды.

## Достижения
- Чемпион Египта (8): 2001/02, 2007/08, 2008/09, 2009/10, 2010/11, 2013/14, 2015/16, 2016/17
- Победитель Лиги чемпионов КАФ 2008, 2012 и 2013 годов.
- Обладатель Суперкубка КАФ сезона 2008/09
- Трёхкратный победитель Кубка африканских наций: 2006, 2008 и 2010 годов.